# باول ماتايس
باول ماتايس (بالهولندية: Paul Matthijs)‏ (5 أكتوبر 1976 في هولندا - ) هو لاعب كرة قدم هولندي في مركز الوسط. لعب مع إي زد ألكمار ونادي غرونينغن ونادي ادمونتون ونادي فيندام.